# 强硬路线
强硬路线 （丹麥語：Stram Kurs）是由丹麦律师拉斯穆斯·帕鲁丹于2017年在丹麦成立的极右翼政党。该党几乎完全与其创始人及其反伊斯兰激进主义和示威活动有关。

## 历史
该党由拉斯穆斯·帕鲁丹于2017年创立。在2017年的地方选举中，它在6个自治市开展了竞选活动，但没有在任何一个自治市获得超过200张选票，这让该政党远没有获得地方议会的席位。他们还在丹麦五个地区中的两个地区进行了竞选，但都没有成功。
帕鲁丹在YouTube上走红，截至2019年4月，该党频道的视频浏览量已达2000万次。这些视频经常是在贫民区举行的示威活动中拍摄的，在那里，帕鲁丹故意激怒穆斯林，比如画穆罕默德，以获得观点和关注。2018年，该党共举行示威游行53次。
该党于4月14日当帕鲁丹在哥本哈根的诺雷布罗举行了示威活动时获得主流媒体关注。在示威活动中，帕鲁丹甚至投掷《古兰经》。所以示威活动开始后不久他就遭到了攻击。诺雷布罗游行引起大规模的动乱，甚至发生了抗议者袭击警察的恶性事件。政府禁止了在帕鲁丹的示威活动幾日；一來是因为游行已經危害了公共秩序，二來也是为了保护他本人的生命安全。
2019年4月27日，该党宣布它已经收集了2019年丹麦大选所需的20109份选民声明。5月6日，经济事务和内政部正式审核通过了这份清单。声明没有按照规定收集，而是绕过了7天的审议期，但由于条例存在漏洞，相关部门无法对违规行为进行制裁。
2019年5月初的民调显示，该党分别获得2.7%和3.9%的支持率，超过了赢得议会席位所需的2.0%的门槛。5月9日，互联网出现了一段YouTube较老的视频，视频中帕鲁登发表了关于伊斯兰教和911事件的演讲。丹麦媒体开始报道这段视频，因为帕鲁登的声明被解读为呼吁对穆斯林实施暴力和种族灭绝。“最好的结果是，我们亲爱的地球上不会留下一个穆斯林”，这句话是在新泽西州访问期间拍摄的一段视频的粗略翻译。报道援引丹麦律师雅各布·姆昌加马的话说，帕鲁丹斯的声明极有可能违反了丹麦法律。
在选举中，該黨仅獲得了1.8%的选票，沒有過2%的門檻，因此没收获任何席位。
2020年8月，该党在马尔默郊区罗森加德焚烧古兰经，引发骚乱活动。
2022年4月，该党在瑞典多地举行右翼集会，公开焚烧古兰经，引爆骚乱活动。

## 平台
该党的哲学基础是“民族-民族主义功利主义”，被描述为“为最多的丹麦民族争取最大的幸福”。这个平台由两大政治支柱组成：第一，一个“身份主义”或民族民族主义支柱，其重点是保护和增加丹麦的“民族、文化、宗教、语言和规范同质性”。第二，自由意志主义的支柱，它设想，一旦通过禁止伊斯兰教和大规模驱逐穆斯林出境，这个国家的种族同质性得到“恢复”，个人自由和权利就会急剧增加。

### 移民政策
强硬路线寻求禁止伊斯兰教，完全停止来自非西方国家的移民，驱逐所有穆斯林和大多数其他移民群体。根据他们的提议，只有在本国出生的丹麦人和那些“婴儿时期被收养”的人才能被允许进入丹麦，只有游客、外国外交官和“有西欧文化背景”的合格外籍配偶才能例外。

该党将通过政党材料中所述的大规模驱逐出境计划确保族裔和民族的同质性:
丹麦必须驱逐所有获得庇护的非西方人士，而且这些人不是丹麦邻国的本国公民。丹麦必须驱逐所有非丹麦公民的非西方人士。持临时签证的外国人，签证不予续签。拥有永久法律地位的非西方人士也应被撤销身份并驱逐出境。
通过合法归化程序获得丹麦国籍的外国人应重新评估其国籍，并假定其国籍将被取消。在丹马克接受庇护的外国人当然应该立即被驱逐出境，因为庇护的基础已不再有效。这也适用于他们的后代。因此，对波斯尼亚和科索沃的驱逐显然必须立即开始。

每一个在丹麦没有合法地位的人都应被拘留，直到他们被驱逐出境。在等待签证申请答复期间缺乏法律地位的个人将在案件审查期间被驱逐出境。如果不能驱逐出境，申请人应在审查申请期间被拘留。

## 组织架构
目前还不清楚强硬路线有多少成员。该党由帕鲁丹管理，没有地方或区域分会，该党官员由帕鲁丹任命，而不是按照丹麦政党的惯例由党员选举产生。到目前为止，只有一小部分党章被公开。

## 选举结果

### 议会选举
| 年份 | 得票   | 得票      | 得票 | 席次    | 席次 |
| 年份 | #      | %         | ± pp | #       | ±    |
| ---- | ------ | --------- | ---- | ------- | ---- |
| 2019 | 63,091 | 1.8 (#11) | +1.8 | 0 / 179 | New  |

### 市政府选举
| 年份 | 得票 | 席次      | 席次 |
| 年份 | 得票 | #         | ±    |
| ---- | ---- | --------- | ---- |
| 2017 | 286  | 0 / 2,432 | New  |

### 地方选举
| 年份 | 得票 | 席次    | 席次 |
| 年份 | 得票 | #       | ±    |
| ---- | ---- | ------- | ---- |
| 2017 | 834  | 0 / 205 | New  |